# Asarum delavayi
Asarum delavayi Franch. – gatunek rośliny z rodziny kokornakowatych (Aristolochiaceae Juss.). Występuje naturalnie w południowych Chinach – w północno-wschodniej części Junnanu oraz południowo-zachodnim Syczuanie.

## Morfologia

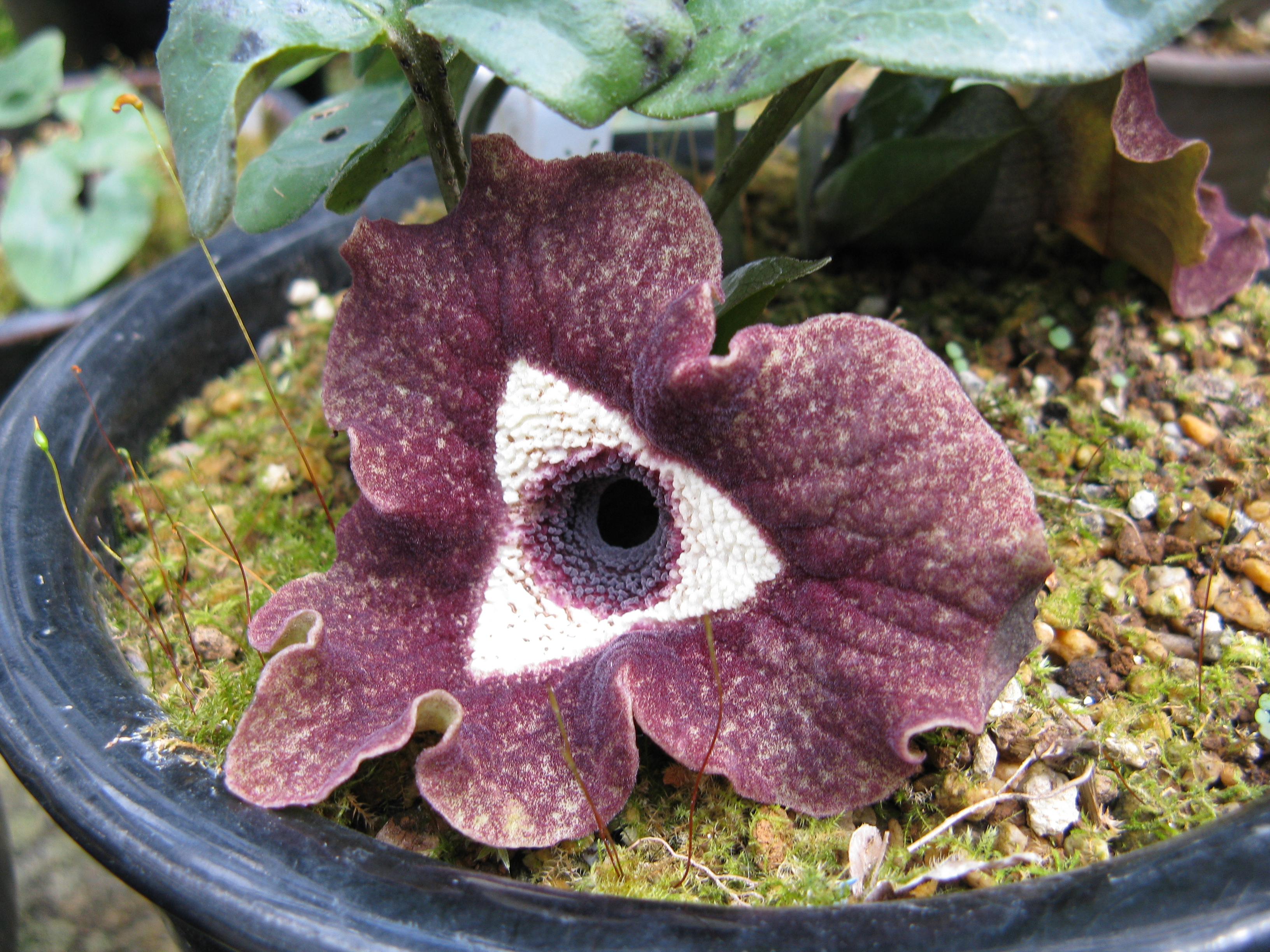
Kwiat gatunku

PokrójByliny tworząca kłącza.
LiściePojedyncze, mają kształt od owalnego do strzałkowatego. Mierzą 7–15 cm długości oraz 6–11 cm szerokości. Od spodu są nieco owłosione i czasami mają purpurową barwę. Blaszka liściowa jest o nasadzie zbiegającej po ogonku i długo spiczastym wierzchołku. Ogonek liściowy jest nagi i dorasta do 10–21 cm długości.
KwiatySą promieniste, obupłciowe, pojedyncze, wzniesione lub zwisające. Okwiat ma dzwonkowaty kształt silnie zwężony przy wierzchołku i purpurowo zielonkawą barwę z białymi plamkami, dorasta do 4–5 cm długości oraz 4–6 cm szerokości. Listki okwiatu mają szeroko owalny kształt. Zalążnia może być do górnej do niemal dolnej, z wolnymi słupkami.

## Biologia i ekologia
Rośnie w wilgotnych lasach oraz zaroślach. Występuje na wysokości od 800 do 1600 m n.p.m. Kwitnie od kwietnia do czerwca.